# Max Koecher
Max Koecher (en allemand : [ˈkœçɐ] 20 janvier 1924 à Weimar - 7 février 1990, Lengerich) est un mathématicien allemand.

## Biographie
Koecher étudie les mathématiques et la physique à l'Université de Göttingen. En 1951, il obtient son doctorat sous la direction de Max Deuring avec ses travaux (Koecher 1953) sur les séries de Dirichlet avec équation fonctionnelle où il introduit les séries de Koecher-Maass. Il obtient son diplôme en 1954 à l'Université Westfälische Wilhelms de Münster. De 1962 à 1970, Koecher est directeur de département à l'Université de Munich. Il prend sa retraite en 1989.
Son principal domaine de recherche est la théorie des algèbres de Jordan, où il introduit la construction de Kantor-Koecher-Tits et le théorème de Koecher-Vinberg. Il découvre le principe de délimitation de Koecher dans la théorie des formes modulaires de Siegel.

## Publications
- Max Koecher, « Über Dirichlet-Reihen mit Funktionalgleichung », Journal für die reine und angewandte Mathematik, 1953 (ISSN 0075-4102, MR 0057907), p. 1–23
- A. Krieg et H. P. Petersson, « Max Koecher zum Gedächtnis », Jahresbericht der Deutschen Mathematiker-Vereinigung, 1993 (ISSN 0012-0456, MR 1203926), p. 1–27